# جان‌پیرو ونتورا
جان‌پیرو ونتورا (ایتالیایی: Gian piero Ventura؛ زادهٔ ۱۴ ژانویهٔ ۱۹۴۸) بازیکن فوتبال پیشین و سرمربی فوتبال اهل ایتالیا است.
وی بین سال‌های ۲۰۱۶ تا ۲۰۱۷ هدایت تیم ملی فوتبال ایتالیا را بر عهده داشت.